# Шеканда
Шеканда (д/н — бл. 1279) — цар держави Мукурри-Нобатії.

## Життєпис
Син царя Давида. 1276 року під час війни з Мамлюцьким султанатом потрапив у полон. Слідом за повалення батька очільник мамлюків Малік Захір призначив Шеканду новим царем. Останній визнав зверхність султанату та повинен був сплачувати щорічну данину в розмірі 3 слонів, 3 жирафів, 5 самок леопардів і 400 волів. Північна частина царства опинилася в безпорсередньому підпорядкуванні султана Бейбарса.
Разом з тим посилилося проникнення арабських племен та ісламізація. Це викликало повстання, внаслідок якого 1279 року Шеканду було повалено родичем Маскадатом, що обійняв трон.